# الإمبراطورية الصربية

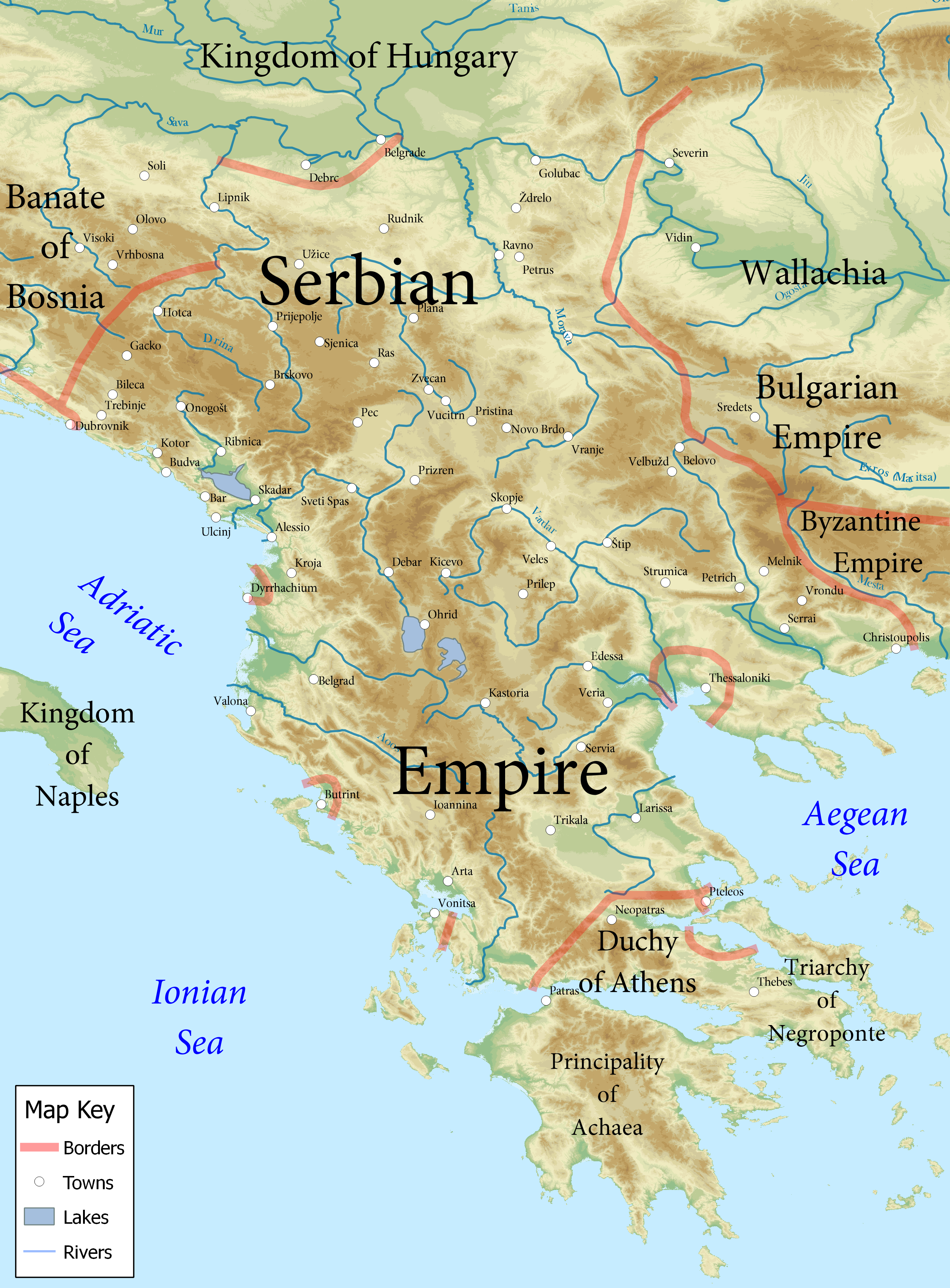
الإمبراطورية الصربية تحت خكم ستيفان دوشان 1355

الإمبراطورية الصربية هو مصطلح تاريخي للإمبراطورية في شبه جزيرة البلقان في المملكة الصربية والتي ترجع إلى زمن العصور الوسطى، والتي أنشات في عام 1346 ميلادي على يد الملك ستيفان أوروش دوسان الرابع والملقب بالعزيز.
حيث شهد في عهده توسعة عظيمة للدولة بالإضافة إلى تطويره للكنيسة الصربية وسماها بالكنيسة البطريكية الأرثوذكسية.
كان خليفته ولده ستيفان أوروش الخامس وكان معروفا بستيفان الضعيف حيث انه خسر معظم أراضي الدولة الصربية في عهده.
إنتهت الإمبراطورية الصربية وتفككت عندما قُتل ستيفان أوروش الخامس في عام 1371 ميلادي.
وقد بقي بعض خلفاء ستيفان الخامس والذين كانوا يحكمون أجزاءاً من صربيا يلقبون أنفسهم بالإمبراطوريين حتى عام 1402 ميلادي.

## التاريخ

### النشأة
تولى ستيفان أوروش دوسان الرابع ملك دولة صربيا عندما قتل والده ستيفن الثالث بعد أن خلعه من الحكم.حيث كانت فترة حكم ستيفن الثالث مابين عامي 1322حتى عام 1331 ميلادي.قام ستيفان الرابع والملقب بالعزيز بتوسيع دولته في عام 1345 ميلادي حتى غطت نصف أراضي دولة البلقان، وأصبحة الإمبروطورية الصربية بعد تلك التوسعة أكبر من الإمبروطورية البيزنطية والإمبروطورية البلغارية.حينها لقب نفسه بالقيصر وكان ذلك في مدينة سيرس. ثم توج ستيفن الرابع نفسه إمبراطورا للصرب واليونانيين في اليوم السادس عشر من أبريل في عام 1326 ميلادي معلنا ذلك في مدينة سكوبيه، وكان حينها يطالب بالخلافة الإمبراطورية البيزنطية.أقيمة احتفالية كبيرة على يد قادة كبار وهم جونك البطريك الصربي وسايمون بطريك بلغاريا ونيكولاس رئيس أساقفة أوهريد.

### 1346–1348 ميلادي
ضاعف القيصر ستيفن حجم مملكته حيث قام بالإيستيلاء على الأراضي في الجهة الجنوبية والجنوبية الشرقية والشرقية على حساب الإمبروطورية البيزنطية.وفي عهده، كان دولة لصربيا أجزاءً من البوسنة والهرسك الحديثة ومورافيا وكوسوفو وزيتا ومقدونيا الحديثة وألبانيا الحديثة ونصف اراضي اليونان الحديثة وبلغاريا التي كانت تابعة لليونان في ذلك الوقت. حيث انه لم يخض معركة واحدة، بل كانت فتوحاته عن طريق محاصرت المدن فقط. شن دوسان حملة عسكرية ضد الإمبروطورية البيزنطية والتي تأثرت بعد حرب الحملة الصليبية الرابعة وكانت تحاول تجنب تدهور الوضع في الإمبراطورية.أستغلى دوسان الوضع وأستولى بسرعة على ثيسيليا وألبانياو إبيروس ومعضم أراضي مقدونيا.وبعد محاصرة الإمبراطور في سالونيكا عام 1340 ميلادي، ثم فرض معاهدة والتي أكدت سيادة صربيا على مناطق أمتدت من نهر الدانوب حتى خليج كورينت، ومن البحر الأدرياتيكي حتى نهر ماريتزا، وجميع أراضي بلغاريا حتى محيط أدرنة. ولم تسترد الأراضي البلغارية بعد هزيمتها أمام جيش صربيا في معركة فيلبازد بعدها. أصبح قيصر بلغاريا تابعا لستيفان وقد تزوج ستيفان من اخته، وإمبراطور بلغاريا الثاني أصبح تابعا لدولة صيربيا بين عامي 1331 حتى عام 1365.وبالتالي حكم دوسان شبه جزيرة البلقان بأكملها بإستثناء جنوب اليونان وسالونيكي وتراقيا. قدم ستيفان مأوى لجون كانتاكوازون الخامس الوصي السابق للإمبراطورية البيزنطية عندما تمرد على الحكومة ووافق على التحالف مع ستيفان.

### عهد ستيفان أوروش الخامس
كان خليفة ستيفان الرابع إبنه ستيفان أوروش الخامس والملقب بالضعيف. حيث ينطبق الضعف أيضاً على الدولة الصربية في عهده، فقد كانت في حالة من الفوضى الإقطاعية. كان هناك عدداً من الاحتلالات الغير متوقعة وتراجع الحكم إلى الوراء وفشل في ترسيخ مملكته مما أدى إلى تفكك الإمبراطورية. فقد كانت تلك الفترة سبباً في تهديدات جديدة. حيث إنتشرت السلطنة العثمانية التركية تدريجياً من آسيا إلى أوروبا وأحتلت على منطقة تراقيا البيزنطية ثم أتجهت إلى دول البلقان. كان ستيفان الخامس غير كفء أبداً للحفاظ على الإمبراطورية العظيمة التي فرضت قوتها وهيمنتها في عهد والده. فهو لايستطيع صد هجمات الأعداء ولا حتى القتال للحفاظ على شرفه ونبوليته. تفتجزئت الإمبراطورية الصربية في عهده إلى إمارات عديدة فكان بعض رؤساء تلك الإمارات لايعترفون بحكمه أبداً. توفي ستيفان الخامس في اليوم الرابع من ديسمبر- كان أبتراً لا ولد له- في عام 1371 ميلادي، وذلك بعد أن قُتل الكثير من النبلاء الصربيين على يد الأتراك العثمانيين خلال معركة سميت بمعركة ماريتزا.

### 1349- 1354 ميلادي
وضع القيصر ستيفان دوسان الرابع مجموعة من القوانين المعروفة بأسم قوانين دوسان. إستُخدمت في عام 1349 ميلادي حتى عام 1354 ميلادي. إستندت تلك القوانين على القوانين الرومانية البيزنطية وأول دستور صربي في عام 1219 ميلادي. فكان قانوناً للمدنيين وللكنيسة (استناداً إلى المجامع المسكونية). ساعدت تلك القوانين على تنظيم عمل المدننين والكنيسة فكانت سبباً في الدولة الصربية.

### المسيرة نحو القسطنطينية ووفاة دوسان
بدأ دوسان بالإستعدادات العسكرية في عام 1355 ميلادي وسار نحو القسطنطينية بعد أن كون جيشاً من 80000 رجل. فقد كان عدداً هائلاً في ذلك الوقت. وبعد الإستيلاء على مدينة أدرنة في معركة شرسة، كان الجيش الصربي قريباً جداً من هدفه. حيث كانت تقع الفسطنطينية على بعد 40 ميلاً في الجهة الشرقية، ولكن لم يحالفهم الحظ، فقد توفي دوسان فجأة من مرض غير معروف في سن 46. فقد إنتهت الحملة معه، ورجع الجيش يحمل جثة الرجل الذي إرتقى بصربيا إلى رتبة القوة والعظمة.

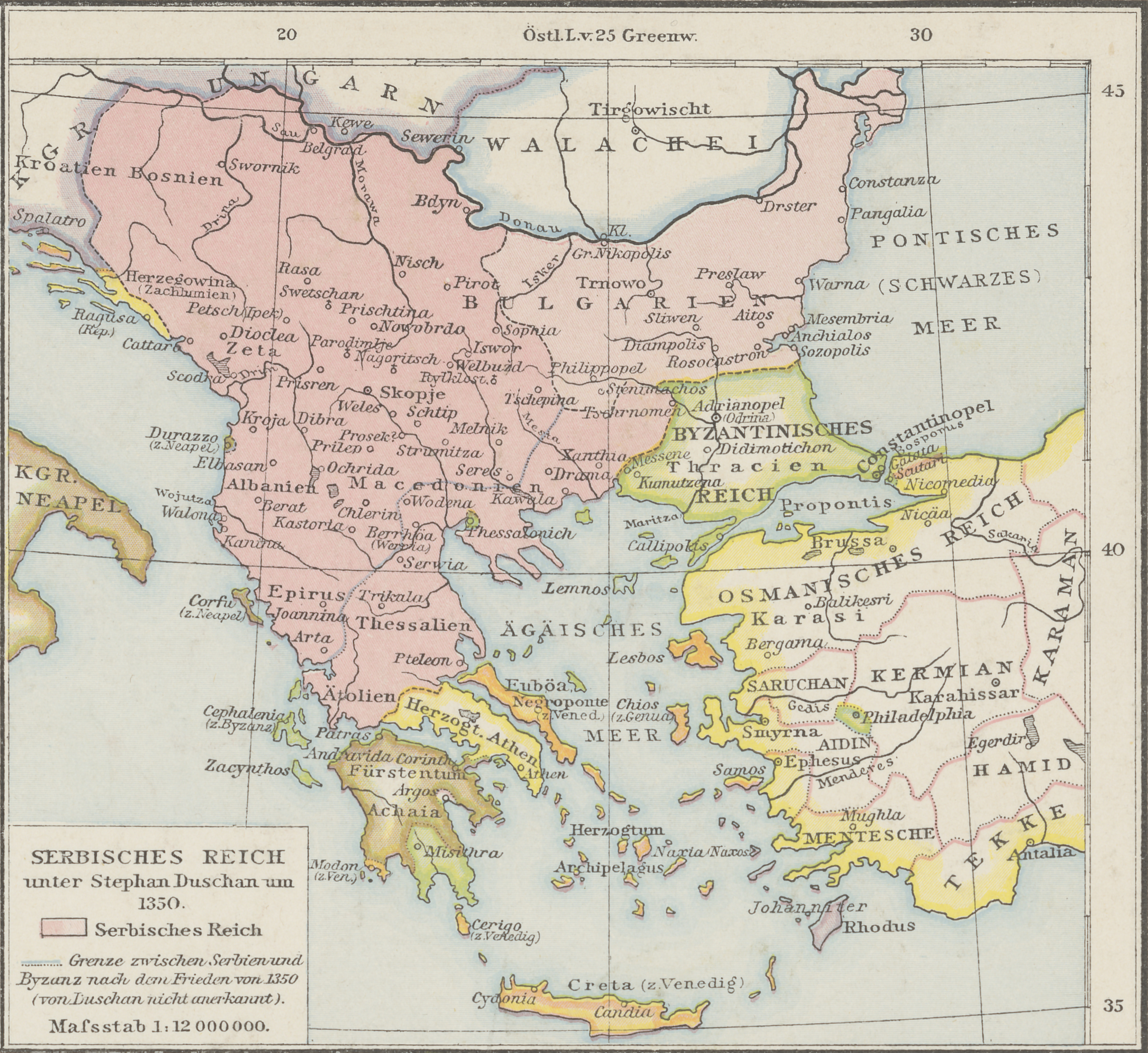
الخريطة الألمانية في القرن التاسع عشر تظهر بلغاريا كدولة تابعة للدولة الصربية بعد معركة فيلبازد

## الأثر والميراث
تفككت الإمبراطورية الصربية التي قاومت القوة العثمانية في عهد ستيفان أوروش الضعيف. في ضل الصراعات والامركزية في المملكة، هزم العثمانيون الصرب على يد فوكاسين في معركة ماريتزا عام 1371 ميلادي وجعلهم تابعين للحكام الجنوبيين وتوفي الإمبراطور بعد ذلك بوقت قصير. أختلف النبلاء على الوريث الشرعي لأوروش لالذي كان أبتراً لا ولد له. فإستمرت الإمبراطورية شبه متفككة لفتره، حيث كان أمراء القرى يحكمون قراهم بشكل منعزل عن الإمبراطورية وكانت العدائات مستمرة بينهم. كان الدوق لازار هو أكثرهم قوة في وسط صربيا قبل حكم العثمانيين، فقد وقف ضدهم في معركة كوسوفو عام 1389 ميلادي حيث كانت النتيجة غير حاسمة ولكن حُسمت لاحقاً بعد سقوط الإمبراطورية الصربية. نجح ستيفان أزاريفيتش، ابن لازار كحاكم ولكن أصبح تابعاً للعثمانيين في عام 1394 ميلادي. ثم تخلى عن العثمانيين في عام 1402 ميلادي وأصبح حليفاً للهنقارية. كانت في السنوات التالية صراعات بين العثمانيين والمجر على سلطة الأراضي الصربية. غزا العثمانيون القسطنطينية في عام1453 ميلادي وأحتلوا مدينة أثينا في عام 1458 ميلادي. ثم ضُمت دولة صربيا في عام 1459 ميلادي وبعد عام ضموا اليونان. هاجر الصربيين إلى الشمال بعد سقوط صربيا وأصبحوا مرتزقة في الجيوش الإجنبية وقاتلوا في ميليشيات غير نظامية ووحدات حرب العصابات من جماعة الهادويك والأوسكوكس داخل البلقان في مملكة هابسبوزغ. في حين أنضم آخرون إلى فرقة فرسان وحراس شباب مسلحون...الخ. أعلن القائد العسكري الصربي جوفان نيناد الذي كان يخدم هنقاريا، نفسه إمبراطورا لمنطقة حوض بانونيا في الجنوب عام 1527 ميلادي.

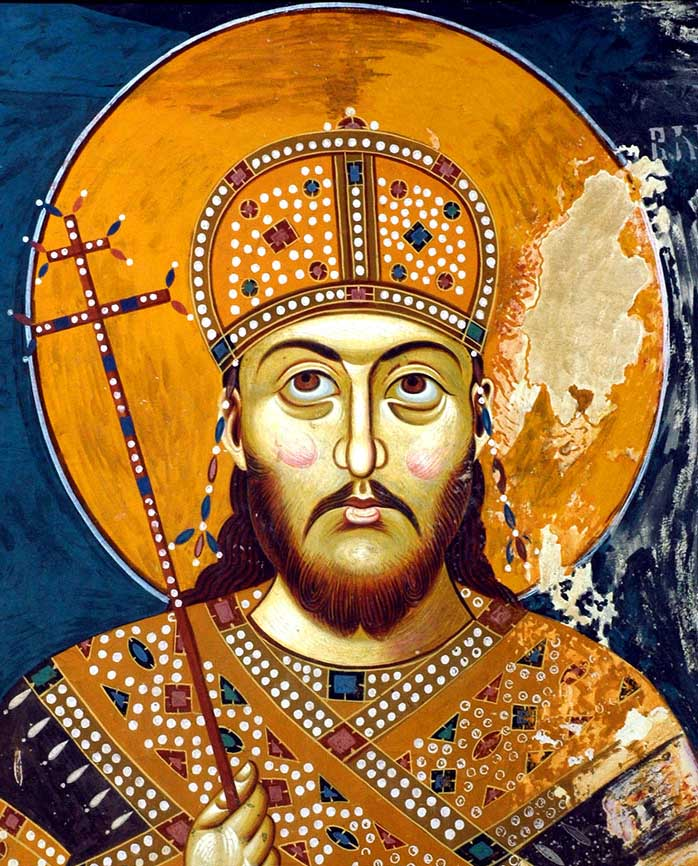
الإمبراطور الصربي ستيفان دوسان

## فترة الحكم
كرس الإمبراطور ستيفان دوسان الرابع جهده للإشراف وإدارة الإمبراطورية العظمى بعد أن إنتهى من معظم الفتوحات. فقد كان له الفضل الكبير في تدوين مجموعة من القوانين التي كانت الإمبراطورية بحاجة ماسة لها. أجتمع القسيسين وأشراف القوم وحكام الأقاليم وأنشأوا مدونة للقوانين والأنظمة، وجمعوا بين عادات وتقاليد الدول السلفية. فقد كانت تلك القوانين مشابهة للنظام الإقطاعي ثم أصبح هذا النظام هو النظام الشائع والسائد في أوروبا الغربية. حيث أن العديد من الشعوب تبعت هذا التشريع مما أخضعت البلدان الأخرى لنظامها في ذلك العصر. أنشأ النظام الإرستقراطي تمييزاً كبيراً بين طبقة النبلاء وطبقة الفلاحين. بالإضافة إلى أن ستيفان دوسان أهتم بأمور التجارة ووضع القوانين لها وأعطى قوانين صارمة لمحاربة القراصنة والتأكد من سلامة المسافرين من المواطنين والتجار الأجانب. أستؤنفت العلاقات القديمة بين مدينة البندقية وميناء راغوزا في مدينة دوبروفنيك لتصبح منطقة تجارية هامة وأهتم بالمناجم واستخراج المعادن. فقد كانت قوانين المحكمة أقسى من تلك التي في القسطنطينية. ووضع الملك دوسان نظام الهرمية في الدستور كالآتي: أرض ثم مدينة ثم جوبا ثم كاجست. حيث أن الجوبا تتكون من مجموعة من القرى الصغيرة وتدار شؤونها من الدستور من حيث الحقوق والواجبات. إن الجوبا والكاجست تمتلكان نفس المواصفات ولكن مايميز الكاجست هو وجودها على حدود الدولة. يمتلكون النبلاء من الحكام العقارات ويتوارثونها. ومن جانب آخر، يلتزم الفلاحيين برسوم للعمل في الأراضي الصربية.

## الاقتصاد
كانت الطرق الرومانية بين الشرق والغرب مصدراً للسلع المتنوعة. فقد كانت تتداول من الساحل كل من النبيذ والصناعات المبتكرة والمنتجات الفاخره. وتتداول من الداخل كلاً من المعادن والماشية والأخشاب والصوف والجلود. ثم تطور الاقتصاد وتطورت معه الإمبراطورية. كانت الطرق الرومانية القديمة من أهم الطرق لنقل البضائع مثل طريق ميليتاريز وطريق إجناتيا وطريق ديزنتا وأهمها طريق كوباونيك. إتصف تجار دولة راغوزا على وجه الخصوص، بامتيازات تجارية في جميع أنحاء العالم. كانت الدول مثل سربرنيتشا ورودنيك وتربتشا ونوفوبردو وكوباونيك وبراسكوفو والمجدنبيق وساموكوف المصدر الرئيسي لتعدين الحديد والنحاس وخامات الرصاص والفضة والذهب وآلات التصنيع. حيث توفرت مناجم الفضة داخل المملكة بكثرة وشغلت العمال والعبيد فقد كان يديرها المستعمرين من شعب الساكسون فصنعوا ألغام النوفوبردو وشعلات الفحم. تنتج مناجم الفضة سنوياً نصف مليون دولار وإشتهرت شرق صربيا أيضاً بمناجم النحاس. كانت العملة المستخدمة في ذلك الوقت هي الدينار حيث أن الدينار الذهبي هوأكبر وحدة في العملات الصربية. كان الدينار أسماً بديلا لعملة البيربر والتي كانت مستمدة من الهايبربيرون وهي العملة البيزنطية. كان الإمبراطور يأخذ ضرائب سنوية من السكان حيث كان يأخذ من كل منزل ديناراً ذهبياً واحداً.

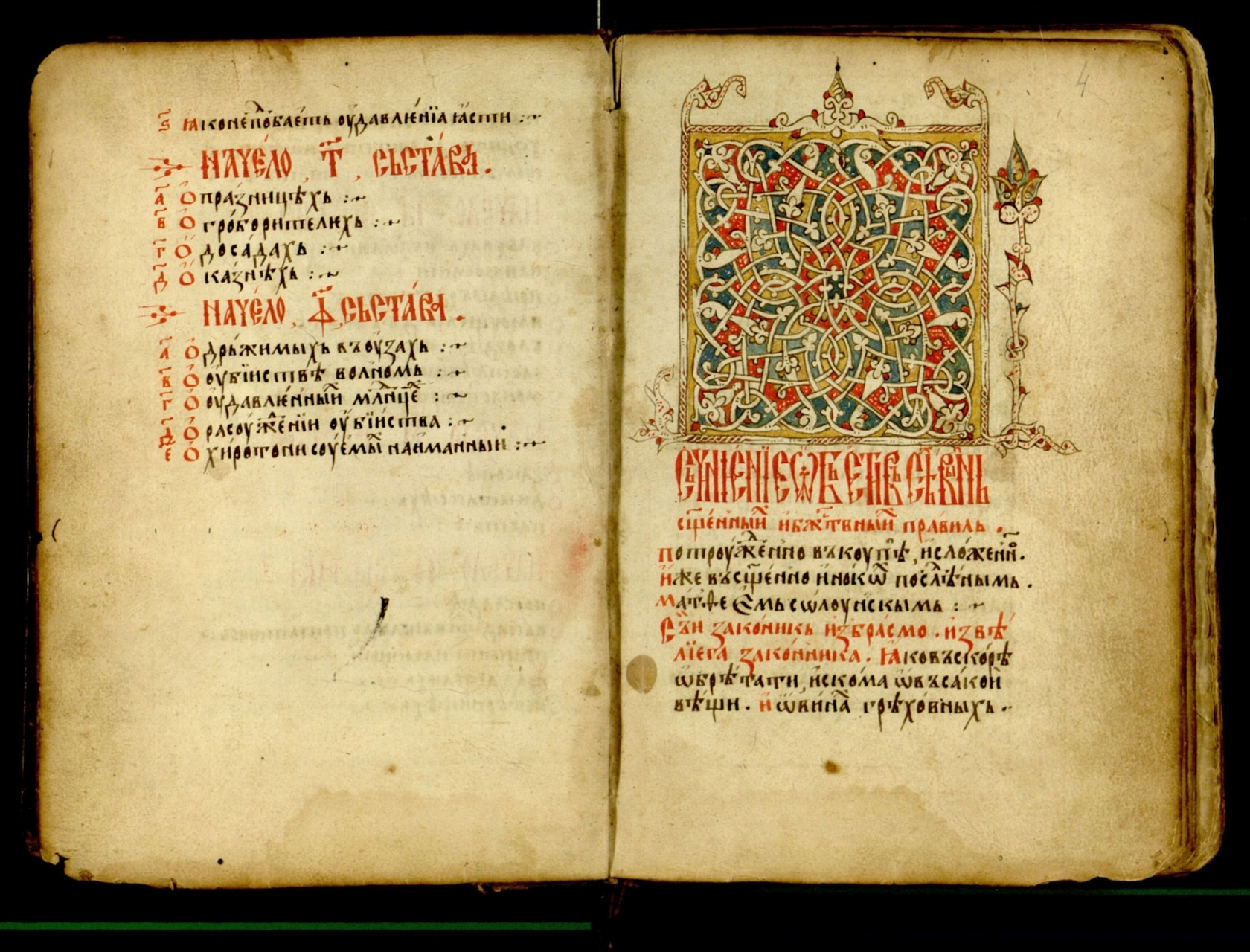
قانون دوسان عام 1349 ميلادي

## القانون
صدر قانون دوسان في مؤتمرين للدولة: أولاً في مدينة سكوبيه في اليوم الواحد والعشرين من شهر مايو عام 1349 ميلادي. ثم تمت إعادة كتابته وتحسين محتواه عام 1354 ميلادي في مدينة سيري. يعتبر هذا القانون هو الدستور في العصور الوسطى، كونه ينظم جميع المجالات الاجتماعية. يحتوي هذا القانون على 201 بند وكان يستند على القانون الروماني البيزنطي. تغير النظام القانوني بشكل ملحوظ مع البند 172 والبند 174 من قانون دوسان والذي شكل الاستقلال القضائي. كانت قوانينه مستوحات من قانون باسلكا البيزنطي. وأساسيات هذا القانون مأخوذة من أول دستور صربي والمسمى بنوموكانونية القديس سافا عام 1219 ميلادي والذي سنها سانت سافا. ثم تطور هذا القانون بشكل جيد حيث كان سابقاً مجرد تجميع للقانون المدني والمأخوذ من القانون الروماني والقانون الكنيسي، بناءاً على المجاميع المسكونية والذي هدفه الأساسي هو تنظيم الدولة والكنيسة.

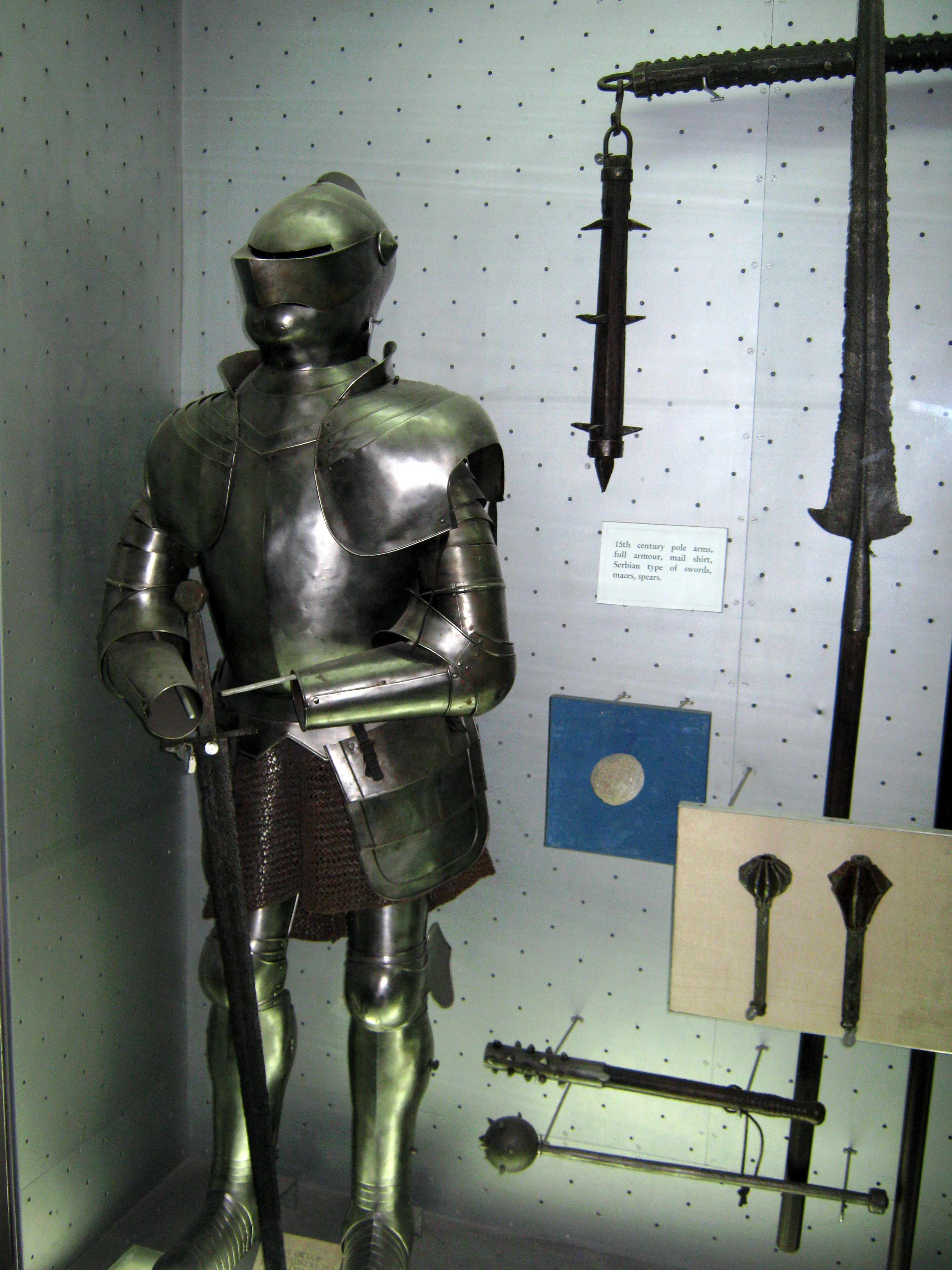
الدروع الصربية في العصور الوسطى

## القطاع العسكري
تألفت تكتيكات الوحدات العسكرية الصربية من إسفين وهو سلاح الفرسان والرماة في جهة الجناحين للجيش. وشارك العديد من المرتزقة الأجانب في الجيش الصربي. حيث أن أغلب الألمان كانوا من ضمن الفرسان ومن جانب آخر كان الأسبان من ضمن المشاة العسكرية. وشاركوا أيضاً في الجيش الملكي. كان الفارس الألماني بالمان قائداً في الجيش الصربي، حيث كان يقود الجيش الألماني الصربي في عام 1331 ميلادي للعبور بين صربيا والقدس ومن ثم أصبح قائداً للمرتزقة في الجيش الصربي. وكانت شراسة الفارس المدرع في القتال ومهارته العالية هي مصدر القوة الرئيسية للجيش.

## شارات الدولة
تصور خريطة أنجيلينو دولسرت في عام 1339 ميلادي عدداً من الأعلام التي تمثل الدول. ووضع العلم الذي يمثل إمبراطورية صربيا فوق مدينة سكوبيه مع كتابة أسم صربيا تحت العلم. حيث كانت تدون على الخريطة العاصمة فقط. يتكون علم صربيا من نسر أحمر ذو رأسين. يمثل هذا العلم أراضي الإمبراطور ستيفان دوسان. وضع أيضاً علماً لهيلاندر التي تولى زعامتها الإخوة، حيث يتمثل هذا العلم للإمبراطور دوسان الرابع. يتكون العلم من خطين أحمرين في أعلى العلم وأسفله وبالمنتصف خط أبيض اللون. وأطلق عليه علم بيترباند. وضع الإمبراطور دوسان علماً آخراً أطلق علية علم إمبراطورية ديفيلون وكان يتمثل باللون البنفسجي وبمنتصفه صليب باللون الذهبي. وعلماً آخر يمثل سلاح الفرسان الإمبراطوري، ووضع هذا العلم في دير هيلاندر على رأس جبل أثوس، وكان العلم باللون الأحمر والأصفر.

## الثقافة

### التعليم
كانت أولى خطوات التعليم من قبل القديس سافا. وتطور بشكل ملحوظ في عهد الإمبراطور دوسان الرابع. كان هناك مدارس دير مخصصة للعائلة الملكية. كانت صربيا مركزاً للتراث الحقيقي، وكونت جمعيات لتخليد تقاليد الوطنية الصربية القديمة. لم تهمل الفنون الجميلة التي تأثر بها الإيطاليين من لوحات جدارية جميلة وفسيفساء حيث شهدت مستوى فني رفيع خلال تلك الفترة.

### الديانة
أظهر دوسان الشدة المتطرفة نحو الديانة الرومانية الكاثوليكية تأثراً برجال الدين. الأشخاص الذين إتبعوا العادات اللآتينية أدانوا العمل في المناجم، فمن كان يشيع تلك الظاهرة، هُددوا بالموت. شعرت البابوية بالقلق حيال قوة دوسان التي أثارت التنافس القديم بين الهنقاريين الكاثوليكية ضد الصرب الأرثوذكس. تغلب دوسان على أعدائه مرة أخرى وإستولى على البوسنة والهرسك. حيث شهدت ذروة إمبراطورية صربية عظيمة في القرون الوسطى. في ذلك الحين، كان الأتراك أعداء المسيحيين، وكانت أراضيهم على شواطئ مضيق الدردنيل. كانوا ضدهم، فوحدوا كل القوى في البلقان ووجهوها لإنقاذ أوروبا من غزو نشأ. كانت دولة صربيا تمتلك معظم الأراضي في المنطقة، وتريد جعل شبه الجزيرة بشكل كلي تحت حكم سيد واحد. حيث يتطلب هذا، الإستيلاء على أراضي القسطنطينية وإضافتها ضمن الأراضي الصربية بالإضافة إلى كل ماتبقى من أراضي الإمبراطورية البيزنطية. كان هدف ستيفان دوسان الرابع أن يجعل نفسه الإمبراطور والمدافع عن الأراضي المسيحية ضد الموجة الإسلامية العظيمة.

## سلطة الحكم
الأباطرة
- ستيفان أوروش دوسان الرابع حكم الإمبراطورية في عام 1346 ميلادي حتى علم 1355 ميلادي.
- ستيفان أوروش الخامس تولى حكم الإمبراطورية من عام 1355 ميلادي حتى عام 1371 ميلادي.

للحصول على قائمة الأقطاب والإقطاعيين والمسؤولين أنظر إلى صفحة نبل الإمبراطورية الصربية.

## معرض صور

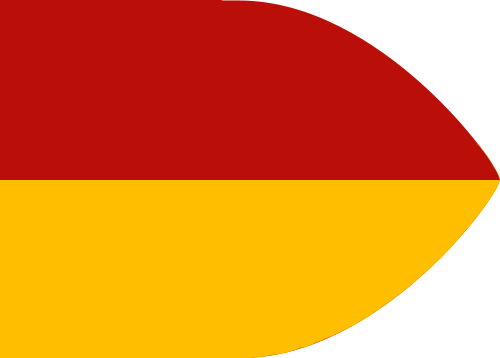
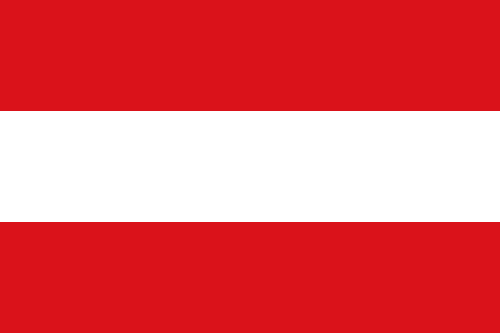
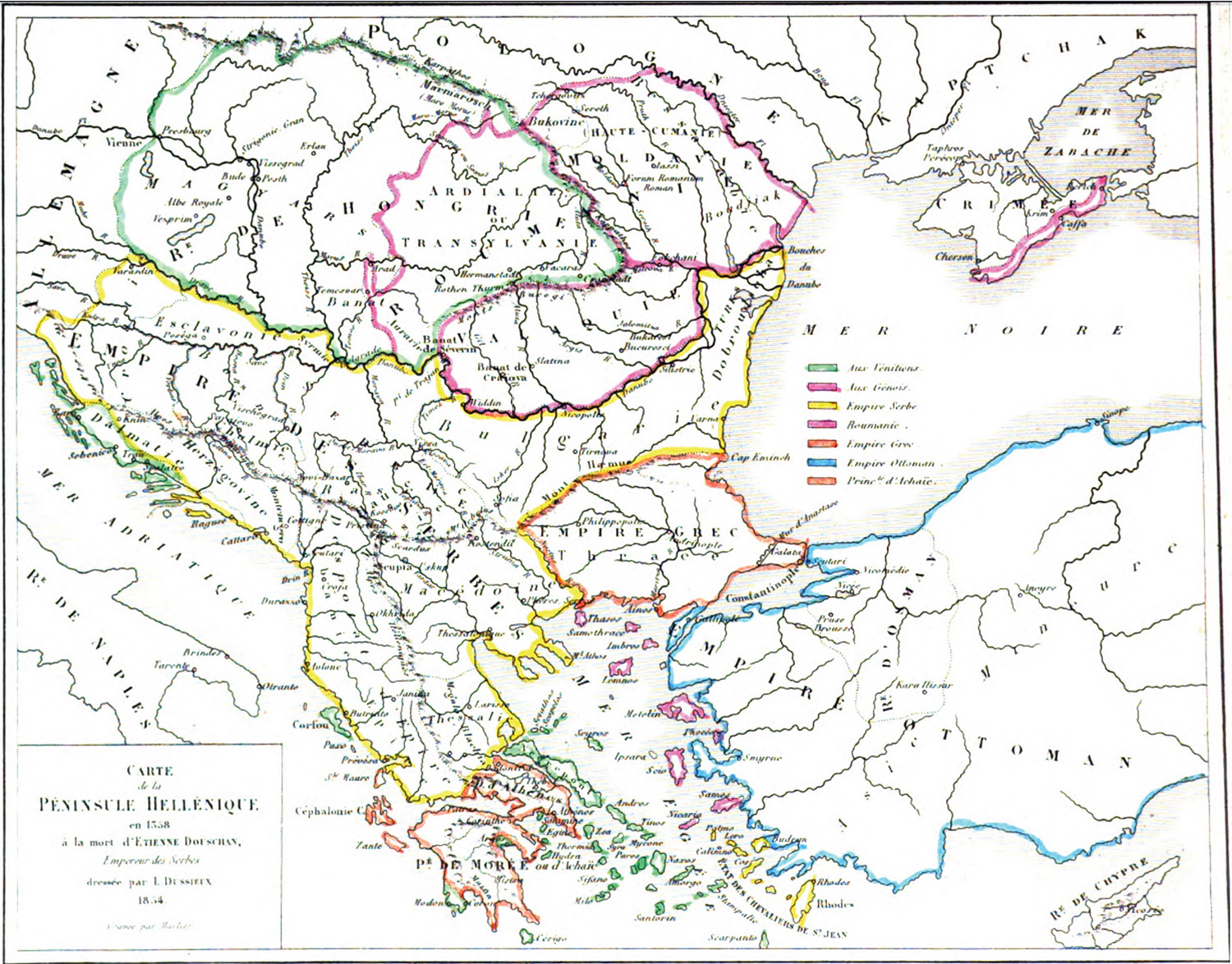
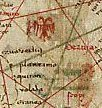